# 이공수
이공수(李公壽, 1059년 ~ 1137년)는 고려 중기의 문신, 정치인이며 본관은 인천이다. 초명은 수(壽). 자는 원로(元老). 시호는 문충(文忠)이다. 예(預)의 아들이며 재상을 지낸 최유선(崔惟善)의 외손자이다.
이자겸, 이자의, 고려 중기의 문인 이인로의 일족이며, 최충은 그의 외증조부였다. 예종, 인종 등을 비로한 고려 왕실의 외척이었으나 일을 공정하게 처리하였으며, 이자겸의 난 토벌에 참여한 공로로 추충위사동덕공신(推忠衛社同德功臣)에 책록되었다.

## 생애

### 어린 시절
상서우복야 이자상의 손자이며 아버지는 평장사(平章事) 예(預)이고 어머니 해주 최씨는 문하시중 최유선의 딸이며 최충의 손녀였다. 문종의 장인 이자연의 종손이다. 이자겸, 이자의와는 6촌간이었다. 또한 그의 삼촌 이류의 증손자이자 당조카 백선의 아들이 이인로였다.

### 관료 생활
선종 때인 1086년에 과거에 급제하여 여러 벼슬을 거쳐 직한림원(直翰林院)이 되었다. 그 뒤 좌습유(左拾遺)를 거쳐 서경유수판관이 되었다. 예종이 서경에 임하였을 때 백성을 잘 다스렸다 하여 칭찬을 받았고, 왕이 개경으로 환도할 때 왕으로부터 호종할 것을 명받았으나 스스로 사양하였다.
그 뒤 예부원외랑(禮部員外郞)을 거쳐 병부시랑이 되었다. 병부시랑으로 재직하면서 군사를 선발하는 데 14년 동안 조금도 차별이나 사심없이 처리하여 잘못이 없었다. 그 뒤 여러 관직을 거쳐 승진하여 공부상서가 되었다. 인종이 즉위하면서 검교사도 수사공 참지정사(檢校司徒守司空參知政事)로 발탁되었다가 중서시랑 평장사가 되었다.

### 생애 후반
그 뒤 이자겸이 난을 일으켰으나 가담하지 않고 토벌에 참여하였다. 1126년(인종 4) 이자겸의 난이 진압된 뒤에 판이부사 감수국사(判吏部事 監修國史)에 제수되었으며, 이듬해 문하시중으로 지공거(知貢擧)가 되어 과거를 주관하여 왕좌재(王佐材) 등 33인을 선발하였다.
1130년 양부(兩府)의 대신들과 의논하여 관리들에게 쌀을 차등 있게 나누어주기도 하였다. 이자겸의 난 때 세운 공으로 추충위사동덕공신(推忠衛社同德功臣)에 책록되었으며, 개부의동삼사(開府儀同三司) 문하시중으로 승진하고 상주국(上柱國) 훈위를 받았다. 그 뒤 문하시중으로 치사(致仕)하였다. 왕의 외척의 위치에 있었으나 한번도 권세를 이용하여 사리사욕을 취하지 않았다. 시호는 문충(文忠)이다.

## 가계
- 아버지 : 이예(李預)
- 어머니 : 해주 최씨(海州崔氏), 문하시중 최유선(崔惟善)의 딸
  - 처 : 김보위(金寶威)의 딸
  - 후처 : 강릉 김씨(江陵金氏), 김상기(金上琦)의 딸
    - 장남 : 이지저(李之氐)
    - 차남 : 이지간(李之幹)
    - 3남 : 이지무(李之茂)
    - 4남 : 이지혜(李之惠)
    - 5남 : 이지의(李之懿)
    - 6남 : 이지철(李之喆)
    - 딸 : 김영석(金永錫)에게 출가

## 같이 보기
- 이자겸의 난
- 이자겸
- 이자연
- 김은부
- 이자의
- 왕자지
- 척순
- 척준경

## 참고 문헌
- 고려사
- 고려사절요
- 동사강목
- 대동운부군옥
- 고려명신전